# Karl Warburg
Karl Johan Warburg (født 23. november 1852 i Göteborg, død 14. september 1918 i Stockholm) var en svensk litteraturhistoriker. Han var fætter til Carl Simon Warburg.
Warburg blev student 1870, licentiat 1876 og samme år docent i litteraturhistorie. I 1877 blev han medarbejder ved Göteborgs Handels- och Sjöfartstidning, hvor mange fortrinlige afhandlinger af ham er offentliggjorte, og i hvis redaktion han virkede til sin død. 1881 tildelte universitetsstyrelsen Warburg det hverv at holde foredrag over kunst og litteratur, og han udførte dette, senere som professor, indtil indretningen af Svenska Akademiens Nobelbibliotek helt lagde beslag på hans tid; han flyttede til Stockholm som dettes bibliotekar, og det skyldes i første række hans dygtighed og energi, at biblioteket startedes så godt. Efter Oscar Levertins død 1906 overtog han dennes professorat i Stockholm, og han virkede der for oprettelsen af Stockholms stadsbibliotek. Warburg har fortjeneste af at have udgivet en række større og mindre afhandlinger, særlig i Samlaren og i kalenderen Svea om svenske forfattere og litteraturforhold, ligesom han har udgivet Viktor Rydbergs og Carl Snoilskys samlede værker.
Af hans større arbejder og biografier over svenske værker må anføres: Det svenska lustspelet under frihetstiden (1876), Från vår konstvärld, Biografier öfver svenska och finska konstnärer (1884), Olof Dalin, hans liv och gärning (1884), Anna Maria Lenngren (1887, ny udgave 1917), Bengt Lidner (1889, med et tillæg Lidners Medee 1898), Carl August Ehrensvärd (1893), Viktor Rydberg (I—II 1900), Karl Snoilsky (1904), Viktor Rydberg (I—II 1900), Carl Snoilsky (1905). Desuden har han udgivet Svensk litteraturhistoria i sammandrag för skolor och självstudium (1880) og (sammen med Henrik Schück) Illustrerad svensk litteraturhistoria (2 bind 1896-97, ny udgave 1912—14), i hvilken han har behandlet tiden fra 1718—1830. men desuden har han udgivet forskellige forfatteres værker: fru Lenngren (1884), Pontus Wikner (1888), Rydberg (1896—99) og flere, og også den svenske kunsthistorie eller udlandets, Velasquez och hans konst 1899, blev undersøgt og prøvet i forskellige afhandlinger. Særegen for ham er hans indtrængen i stoffet, og hans evne til at brede det ud for læseren uden forudfattethed og uden partitagen, derfor har senere litteraturhistorikere haft let ved at bygge på hans undersøgelser. Også udgivelsen af en poetisk antologi Ur svenska sången (1883, 2. udgave 1905) skyldes ham.